# Fàbrica Tauler
La fàbrica Tauler és un edifici de Palamós (Baix Empordà) inclòs a l'Inventari del Patrimoni Arquitectònic de Catalunya.

## Descripció
És una fàbrica de planta rectangular, de dos pisos i torratxa a l'angle. A la façana del carrer President Macià s'ha transformat una part de la planta baixa i avui hi ha un comerç. Al segon pis, separat per una cornisa, hi ha 3 finestres, una porta amb barana de ferro, 3 finestres iguals a les primeres i dues més sota la torratxa, totes d'arc de mig punt. Com a remat hi ha un ràfec sostingut per mènsules i el terrat. La façana oposada, carrer Santa Bàrbara, presenta un segon pis dividit per 4 pilastres en 4 cossos. Els dos laterals tenen 2 finestres d'arc de mig punt cada un i als centrals tenen una motllura en forma el·líptica que els emmarca. La torratxa de planta quadrada té 3 finestres per banda i al capdamunt el rètol "R. TAULER" de rajola vidriada blava. Cada costat està rematat per un frontó i a sobre s'aixeca un cos més petit quadrat coronat per una piràmide de rajola vidriada.

## Història
La fàbrica fou bastida per iniciativa de l'empresari Remigi Tauler i Mauri el 1893 en el moment en què Palamós coneixia la puixança de la indústria suro-tapera, i tres anys més tard s'hi establí, també, la residència del propietari.
L'any 2021, l'edifici va ser reformat a allotjament turístic.